# سردانیا
سردانیا (به اسپانیایی: Baja Cerdaña) یک منطقهٔ مسکونی در اسپانیا است که در استان خیرونا واقع شده‌است. سردانیا ۵۴۶٫۶ کیلومتر مربع مساحت و ۱۸٬۰۶۳ نفر جمعیت دارد.